# أنا كريستي
آنا كريستي (بالإنجليزية: Anna Christie) هي مسرحية مكونة من أربعة فصول كتبها يوجين أونيل. عُرضت لأول مرة في برودواي على مسرح فاندربيلت في 2 نوفمبر 1921. حصل أونيل على جائزة بوليتزر عن فئة الدراما لعام 1922 عن هذا العمل. وفقًا للمؤرخ بول أفريتش، استندت شخصية آنا كريستي إلى كريستين إل، وهي طاهية لاسلطوية في غرينتش فيليج، كانت عشيقة إدوارد ميليوس، وهو راديكالي بلجيكي المولد يعيش في إنجلترا قام بالتشهير بالملك البريطاني جورج الخامس.

## ملخص الحبكة
آنا كريستي هي قصة عاهرة سابقة تقع في الحب، لكنها تواجه صعوبة في تغيير حياتها.

### الفصل الأول
تدور أحداث الفصل الأول في حانة يملكها جوني ذا بريست (Johnny the Priest) ويديرها لاري. يتلقى قبطان صندل الفحم، كريس العجوز، رسالة من ابنته، وهي شابة لم يرها منذ أن كان يعيش في السويد مع عائلته وكانت هي في الخامسة من عمرها. يلتقيان في الحانة وتوافق على الذهاب معه إلى صندل الفحم.

### الفصل الثاني
ينقذ طاقم الصندل مات بيرك وأربعة رجال آخرين نجوا من حطام سفينة في قارب مفتوح. لا يتفق آنا ومات في البداية، لكنهما يقعان في الحب بسرعة.

### الفصل الثالث
مواجهة على متن الصندل بين آنا وكريس ومات. يريد مات الزواج من آنا، ولا يريدها كريس أن تتزوج من بحار، ولا تريد آنا أن يعتقد أي منهما أنه يستطيع السيطرة عليها. تخبرهم بالحقيقة عن ماضيها: لقد تعرضت للاغتصاب أثناء إقامتها مع أقارب والدتها في مزرعة في مينيسوتا، وعملت لفترة وجيزة كمساعدة ممرضة، ثم أصبحت عاهرة. يتفاعل مات بغضب، ويغادر هو وكريس.

### الفصل الرابع
يعود مات وكريس. تسامح آنا كريس لعدم كونه جزءًا من طفولتها. بعد مواجهة درامية، تعد آنا بالتخلي عن الدعارة ويسامحها مات. يوافق كريس على زواجهما. يكون كريس ومات قد وقعا عقد عمل على متن سفينة تغادر إلى جنوب إفريقيا في اليوم التالي. يعدان بالعودة إلى آنا بعد الرحلة.

## فريق التمثيل والشخصيات

### الشخصيات
- آنا كريستي : ابنة كريس، شابة يطاردها ماضٍ مضطرب.
- مات بيرك : حبيب آنا، وقّاد طويل وقوي في البحر.
- كريس سي. كريستوفرسون : والد آنا، قبطان الصندل سيميون وينثروب.
- مارثي أوين : رفيقة كريستوفرسون، امرأة فظة ومدمنة على الشرب.
- جوني ذا بريست : يدير الحانة حيث تلتقي آنا وكريس من جديد.
- لاري : نادل.
- جونسون : بحار على الصندل.
- اثنان من عمال الشحن والتفريغ
- ساعي بريد

### طواقم تمثيل بارزة
| الشخصية          | إعادة عرض برودواي | إعادة عرض برودواي | إعادة عرض برودواي | إعادة عرض ويست إند | إعادة عرض أوف-برودواي |
| الشخصية          | 1952              | 1977              | 1993              | 2011               | 2025                  |
| ---------------- | ----------------- | ----------------- | ----------------- | ------------------ | --------------------- |
| آنا كريستي       | سيليست هولم       | ليف أولمان        | ناتاشا ريتشاردسون | روث ويلسون         | ميشيل ويليامز         |
| مات بيرك         | كيفن مكارثي       | جون ليثغو         | ليام نيسون        | جود لو             | مايك فيست             |
| كريس كريستوفرسون | آرت سميث          | روبرت دونلي       | ريب تورن          | ديفيد هايمان       | يُعلن لاحقًا            |
| مارثي أوين       | غريس فالنتاين     | ماري مكارتي       | آن ميارا          | جيني غالواي        | يُعلن لاحقًا            |
| جوني ذا بريست    | فرانك روان        | ريتشارد هاميلتون  | كريستوفر وينكوب   | غير متاح           | يُعلن لاحقًا            |
| لاري             | جيري باريس        | كين هاريسون       | بارتون تيناب      | غير متاح           | يُعلن لاحقًا            |
| جونسون           | روبرت أندرسون     | جاك ديفيدسون      | غير متاح          | غير متاح           | يُعلن لاحقًا            |

## الإنتاجات

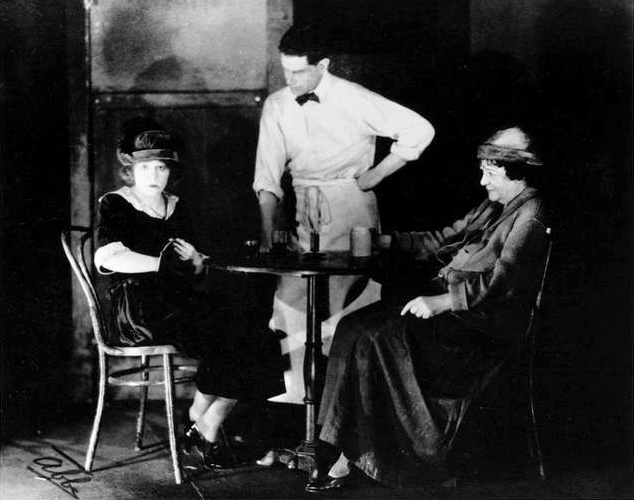
بولين لورد بدور آنا كريستوفرسون، وجيمس تي ماك بدور جوني-ذا-بريست، ويوجيني بلير بدور مارثي أوين في الإنتاج الأصلي لمسرحية آنا كريستي في برودواي (1921)

النسخة الأولى من هذه المسرحية لأونيل، التي بدأها في يناير 1919، كانت بعنوان كريس كريستوفرسون وعُرضت باسم كريس في عروض تجريبية خارج المدينة. قام أونيل بمراجعتها بشكل جذري، حيث غير شخصية ابنة قبطان الصندل آنا من امرأة نقية تحتاج إلى الحماية إلى عاهرة تجد الإصلاح والحب من خلال الحياة في البحر. عُرضت النسخة الجديدة، التي تحمل الآن عنوان آنا كريستي، لأول مرة في برودواي على مسرح فاندربيلت في 2 نوفمبر 1921، واستمرت لمدة 177 عرضًا قبل أن تُختتم في أبريل 1923. أخرج الإنتاج آرثر هوبكنز وقامت ببطولته بولين لورد.
وصفها ألكسندر وولكوت في نيويورك تايمز بأنها "مسرحية آسرة بشكل فريد"، ونصح "جميع رواد المسرح البالغين" بمشاهدتها.
أقيم العرض الأول في وست اند بلندن على مسرح ستراند (الآن مسرح نوفيلو) في عام 1923. كانت هذه هي المرة الأولى التي تُعرض فيها مسرحية لأونيل في وست إند. قامت ببطولة المسرحية بولين لورد، التي كانت آنا كريستي الأصلية في برودواي. حظيت المسرحية باستقبال رائع. كتبت مجلة تايم: "في لندن، حظيت الليلة الأولى من عرض آنا كريستي ليوجين أونيل، مع بولين لورد في دور البطولة، بتصفيق حار هائل. بعد الفصل الأول، رُفعت الستارة اثنتي عشرة مرة وسط تصفيق الجمهور."

### إعادات العرض
1952: أعيد عرض المسرحية في مسرح ليسيوم في 23 يناير 1952، من إخراج مايكل غوردون وتصميم إميلين سي. روش، مع سيليست هولم في دور آنا، كيفن مكارثي، وآرثر أوكونيل. استمرت لـ 8 عروض.
1955: أعيد عرض المسرحية في مسرح 5 de diciembre في مدينة مكسيكو، من إخراج توليو ديميكيلي. قامت ببطولتها سيلفيا بينال في دور آنا ووولف روفينسكيس.
1966: أعيد عرض المسرحية بنجاح في لوس أنجلوس في مسرح هنتنغتون هارتفورد في 2 مايو واستمرت حتى 21 مايو. من إخراج جاك غارفين، قامت زوجته كارول بيكر ببطولتها في دور آنا، مع جيمس ويتمور في دور كريس وهيرميون باديلي في دور مارثي. ثم انتقل العرض إلى مسرح تابان زي في ناياك، نيويورك حيث استمر من 23 يونيو إلى 2 يوليو مع استبدال باديلي بـإيزابيل جويل في دور مارثي.
1977: أعيد عرض المسرحية في مسرح إمبريال في 14 أبريل 1977، من إخراج خوسيه كوينتيرو وتصميم بن إدواردز. قامت ببطولتها ليف أولمان في دور آنا، روبرت دونلي، جون ليثغو وماري مكارتي. حصلت على ترشيحات لجائزة توني لليف أولمان كأفضل ممثلة ولماري مكارتي كأفضل ممثلة مساعدة. استمرت لـ 124 عرضًا.
1990: عُرضت المسرحية على مسرح يونغ فيك في لندن وقامت ببطولتها ناتاشا ريتشاردسون.
1993: أعيد عرض المسرحية في برودواي في 14 يناير 1993 من قبل شركة مسرح راونداباوت في مركز كريتريون ستيج رايت. أخرجها ديفيد ليفو وصممها جون لي بيتي. قام ببطولتها ناتاشا ريتشاردسون، ليام نيسون، آن ميارا، وريب تورن. حصلت على ترشيحات لجائزة توني لأفضل ممثلة (ناتاشا ريتشاردسون)، أفضل ممثل (ليام نيسون)، أفضل ممثلة مساعدة (آن ميارا)، أفضل إخراج (ديفيد ليفو)، وفازت بجائزة أفضل إعادة عرض. حصل كل من نيسون وريتشاردسون على جائزة عالم المسرح. فاز الإنتاج بجائزة جائزة دراما ديسك لأفضل إعادة عرض لمسرحية وجائزة جائزة دراما ديسك لأفضل ممثلة في مسرحية لريتشاردسون. استمرت لـ 54 عرضًا.
2002: أخرج المسرحية غار كامبل في مسرح باسيفيك ريزيدنت، وأعيد عرضها من 5 يناير 2002 إلى 5 مايو 2002، بطولة ليزلي فيرا.
2011: أُنتجت المسرحية في مستودع دونمار، لندن، وعُرضت من 4 أغسطس 2011 إلى 8 أكتوبر 2011، مع روث ويلسون في دور آنا، جود لو في دور مات، وديفيد هايمان في دور كريس. قوبلت باستقبال إيجابي من النقاد، مع مراجعات معظمها 4 و 5 نجوم، وفازت بجائزة جائزة لورانس أوليفييه لعام 2012 عن "أفضل إعادة عرض".
2025: ستعاد عرض المسرحية في مسرح أوف-برودواي في مستودع سانت آن، من إخراج توماس كيل وبطولة ميشيل ويليامز ومايك فيست.

## الاقتباسات
اقتبس برادلي كينغ المسرحية لفيلم عام 1923 يحمل نفس الاسم من إخراج جون غريفيث راي وتوماس إتش إينس، وبطولة بلانش سويت، ويليام راسل، جورج إف. ماريون، ويوجيني بيسيرير.
ألهمت المسرحية فيلم كيري نو ميناتو، من إخراج كنجي ميزوغوشي في عام 1923، على الرغم من أن الحبكة مختلفة تمامًا عن الأصل. هذا الفيلم مفقود حاليًا.
فيلم مقتبس عام 1930 باللغة الإنجليزية من تأليف فرانسيس ماريون وإخراج كلارنس براون وبطولة غريتا غاربو، تشارلز بيكفورد، جورج إف. ماريون وماري دريسلر. استخدم هذا الفيلم، الذي صدر قبل قانون الإنتاج السينمائي، الشعار التسويقي "غاربو تتكلم!"، حيث كان أول فيلم ناطق لها. أصبحت أول جملة نطقت بها هي الأكثر شهرة: "أعطني ويسكي مع جينجر إيل على الجانب، ولا تكن بخيلاً يا حبيبي". جورج إف. ماريون، الذي أدى دور والد آنا في إنتاج برودواي الأصلي، أعاد تمثيل الدور في كل من الفيلمين المقتبسين عامي 1923 و 1930.
تم تصوير اقتباس باللغة الألمانية، بطولة غاربو أيضًا، في عام 1930 وصدر في نفس العام، باستخدام نفس إنتاج الفيلم باللغة الإنجليزية الذي انتهى تصويره في عام 1929. تم تكييف هذه النسخة بواسطة فرانسيس ماريون، وترجمها فالتر هازنكليفر وأخرجها جاك فيدر. بالإضافة إلى غاربو، ضم طاقم الممثلين ثيو شال، هانز يونكرمان، وسالكا فيرتل.
في عام 1957، افتتحت في برودواي نسخة مقتبسة ومعدلة بشكل كبير من قبل جورج أبوت مع موسيقى وكلمات بوب ميريل، بعنوان فتاة جديدة في المدينة. استمرت لـ 431 عرضًا.
في عام 2018، قدم مسرح أوبرا إنكومباس الجديد اقتباسًا أوبراليًا من تلحين إدوارد توماس مع ليبريتو من تأليف جو ماستروف في مركز الفنون المسرحية بكلية باروخ في مدينة نيويورك. أخرجتها نانسي رودس وقادها جوليان واتشنر، وظهرت فيها ميلاني لونغ في دور البطولة، فرانك بازيل في دور كريس، جوناثان إيستابروكس في دور مات، جو هيرملاين في دور مارثي ومايك بيروزي في دور لاري. استمرت لـ 12 عرضًا. سيتم إصدار تسجيل مع طاقم الممثلين الأصلي، من إنتاج توماس زد. شيبرد وقيادة جوليان واتشنر، مع أوركسترا NOVUS New York، بواسطة تسجيلات برودواي في 16 أغسطس 2019. وهو تعاون بين كنيسة الثالوث ومسرح أوبرا إنكومباس الجديد.

## معلومات إضافية
وفقًا للممثلة إلين بورستين في فيلم مارلين في مانهاتن لعام 2012، أدت مارلين مونرو مشهدًا من آنا كريستي في استوديو الممثلين مع مورين ستابلتون. ووصفت بورستين القصة بأنها "أسطورية"، قائلة: "كل من رأى ذلك يقول إنه لم يكن فقط أفضل عمل قامت به مارلين على الإطلاق، بل كان من أفضل الأعمال التي شوهدت في الاستوديو، وبالتأكيد أفضل تفسير لآنا كريستي رآه أي شخص على الإطلاق. لقد... حققت عظمة حقيقية في ذلك المشهد".

## الجوائز والترشيحات

### الإنتاج الأصلي في برودواي
| السنة | الجائزة                      | الفئة                        | المرشح      | النتيجة |
| ----- | ---------------------------- | ---------------------------- | ----------- | ------- |
| 1922  | جائزة بوليتزر عن فئة الدراما | جائزة بوليتزر عن فئة الدراما | يوجين أونيل | فوز     |

### إنتاج برودواي 1977
| السنة                       | الجائزة              | الفئة                | المرشح     | النتيجة |
| --------------------------- | -------------------- | -------------------- | ---------- | ------- |
| 1977                        | جوائز توني           | أفضل ممثلة في مسرحية | ليف أولمان | رُشِّح     |
| أفضل ممثلة مساعدة في مسرحية | جوائز توني           | ماري مكارتي          | رُشِّح        |         |
| دائرة نقاد الدراما الخارجية | أفضل ممثلة في مسرحية | ليف أولمان           | فوز        |         |

### إنتاج برودواي 1993
| السنة                       | الجائزة                | الفئة                  | المرشح                 | النتيجة |
| --------------------------- | ---------------------- | ---------------------- | ---------------------- | ------- |
| 1993                        | جوائز توني             | أفضل إعادة عرض لمسرحية | أفضل إعادة عرض لمسرحية | فوز     |
| أفضل إخراج لمسرحية          | جوائز توني             | ديفيد ليفو             | رُشِّح                    |         |
| أفضل ممثل في مسرحية         | جوائز توني             | ليام نيسون             | رُشِّح                    |         |
| أفضل ممثلة في مسرحية        | جوائز توني             | ناتاشا ريتشاردسون      | رُشِّح                    |         |
| أفضل ممثلة مساعدة في مسرحية | جوائز توني             | آن ميارا               | رُشِّح                    |         |
| جائزة دراما ديسك            | أفضل إعادة عرض لمسرحية | أفضل إعادة عرض لمسرحية | فوز                    |         |
| جائزة دراما ديسك            | أفضل ممثلة في مسرحية   | ناتاشا ريتشاردسون      | رُشِّح                    |         |
| دائرة نقاد الدراما الخارجية | أفضل إعادة عرض لمسرحية | أفضل إعادة عرض لمسرحية | فوز                    |         |
| دائرة نقاد الدراما الخارجية | أفضل أداء أول          | ناتاشا ريتشاردسون      | فوز                    |         |
| جائزة عالم المسرح           | أداء متميز             | ليام نيسون             | فوز                    |         |
| جائزة عالم المسرح           | أداء متميز             | ناتاشا ريتشاردسون      | فوز                    |         |

### إنتاج أوف-برودواي 2011
| السنة            | الجائزة               | الفئة          | المرشح         | النتيجة |
| ---------------- | --------------------- | -------------- | -------------- | ------- |
| 2012             | جوائز لورانس أوليفييه | أفضل إعادة عرض | أفضل إعادة عرض | فوز     |
| أفضل ممثل        | جوائز لورانس أوليفييه | جود لو         | رُشِّح            |         |
| أفضل ممثلة       | جوائز لورانس أوليفييه | روث ويلسون     | فوز            |         |
| أفضل تصميم أزياء | جوائز لورانس أوليفييه | روب هاول       | رُشِّح            |         |
| أفضل تصميم إضاءة | جوائز لورانس أوليفييه | هوارد هاريسون  | رُشِّح            |         |